# فرانك غرايمز
فرانك غرايمز (بالإنجليزية: Frank Grimes) هو ممثل أيرلندي، ولد في 1947 في جمهورية أيرلندا.

## ترشيحات
- جائزة توني لأفضل ممثل في مسرحية [الإنجليزية]‏ (1970)

## وصلات خارجية
- فرانك غرايمز على موقع IMDb (الإنجليزية)
- فرانك غرايمز على موقع ميوزك برينز (الإنجليزية)
- فرانك غرايمز على موقع قاعدة بيانات برودواي على الإنترنت (الإنجليزية)
- فرانك غرايمز على موقع قاعدة بيانات الفيلم (الإنجليزية)